# Olej tungowy

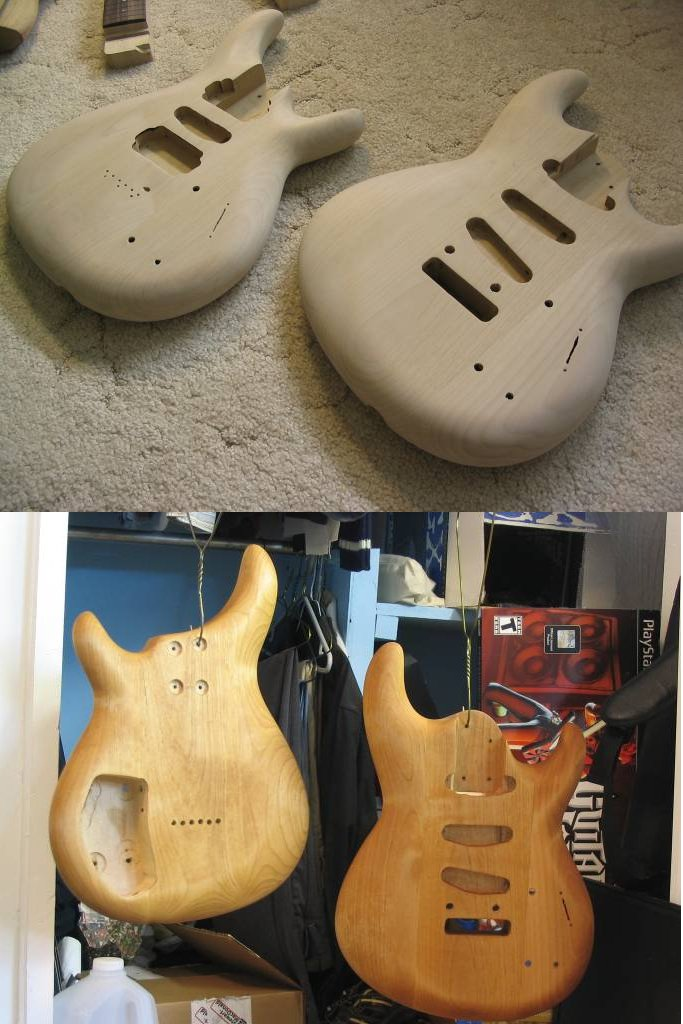
Korpus gitary elektrycznej przed i po nałożeniu oleju tungowego

Olej tungowy, olej chiński, olej drzewny – olej drzewny otrzymywany z nasion drzewa tungowego. Wywodzi się z Chin, gdzie znany jest od ponad 2000 lat. Gęsta ciecz o barwie żółtobrunatnej, jest olejem szybkoschnącym i rozpuszczalnym w wielu rozpuszczalnikach. 
Stosowany jest w przemyśle lakierniczym oraz do wyrobu farb. Pokryte nim powłoki są odporne na wodę, powietrze, kwasy, ługi i niektóre rozpuszczalniki organiczne. Używa się go również do antykorozyjnego zabezpieczania wyrobów metalowych, do oświetlenia i jako paliwa, również do produkcji nieprzemakalnych tkanin i papieru.